# Llista de topònims de Llinars del Vallès
Llista de topònims (noms propis de lloc) del municipi de Llinars del Vallès, al Vallès Oriental
- el Tenes

Informació actualitzada per un bot. Els canvis manuals es perdran quan s'actualitzi!

## carrer
| imatge | Nom                 | Ubicat a           | instància de | Detalls                                    | coordenades                                                                 | Protecció                   | Commons (més fotos)                      | Dades a WD                    |
| ------ | ------------------- | ------------------ | ------------ | ------------------------------------------ | --------------------------------------------------------------------------- | --------------------------- | ---------------------------------------- | ----------------------------- |
|        | carrer Major        | Llinars del Vallès | carrer       | Estil: arquitectura eclèctica 19th century | 41° 38′ 19″ N, 2° 24′ 14″ E / 41.63862°N,2.40382°E ca:carrer Major 181 msnm | bé cultural d'interès local | Carrer Major (Llinars del Vallès)        | Modifica les dades a Wikidata |
|        | carrer de l'Estació | Llinars del Vallès | carrer       | Estil: arquitectura eclèctica 19th century | 41° 38′ 19″ N, 2° 24′ 16″ E / 41.638478°N,2.404544°E ca:Estació 181 msnm    | bé cultural d'interès local | Carrer de l'Estació (Llinars del Vallès) | Modifica les dades a Wikidata |

## casa
| imatge | Nom                                    | Ubicat a           | instància de | Detalls                                                    | coordenades                                                                        | Protecció                                  | Commons (més fotos)                   | Dades a WD                    |
| ------ | -------------------------------------- | ------------------ | ------------ | ---------------------------------------------------------- | ---------------------------------------------------------------------------------- | ------------------------------------------ | ------------------------------------- | ----------------------------- |
|        | Can Lletres                            | Llinars del Vallès | casa         | Estil: arquitectura eclèctica 19th century                 | 41° 38′ 16″ N, 2° 23′ 53″ E / 41.63771°N,2.39808°E ca:C. Josep Argila, 39 189 msnm | bé cultural d'interès local                | Can Lletres                           | Modifica les dades a Wikidata |
|        | Torre Carolina                         | Llinars del Vallès | casa         | Estil: arquitectura eclèctica                              | 41° 38′ 23″ N, 2° 24′ 18″ E / 41.63986°N,2.40498°E ca:Mas Bagà, 22                 | bé cultural d'interès local                | Torre Carolina                        | Modifica les dades a Wikidata |
|        | Vil·la Maria                           | Llinars del Vallès | casa         | Estil: arquitectura eclèctica 19th century                 | 41° 38′ 20″ N, 2° 23′ 58″ E / 41.63897°N,2.39939°E ca:C. Rutlla, 8-10 185 msnm     | bé cultural d'interès local                | Vil·la Maria (Llinars del Vallès)     | Modifica les dades a Wikidata |
|        | casa Renom                             | Llinars del Vallès | casa         | Estil: arquitectura eclèctica                              | 41° 38′ 17″ N, 2° 24′ 17″ E / 41.63816°N,2.40476°E                                 | bé integrant del patrimoni cultural català | Casa Renom                            | Modifica les dades a Wikidata |
|        | habitatge a l'avinguda Pau Casals, 149 | Llinars del Vallès | casa         | Estil: arquitectura eclèctica Estat: enderrocat o destruït | 41° 38′ 23″ N, 2° 23′ 48″ E / 41.63984°N,2.39653°E                                 | bé integrant del patrimoni cultural català |                                       | Modifica les dades a Wikidata |
|        | torre Montserrat                       | Llinars del Vallès | casa         | Estil: arquitectura eclèctica                              | 41° 38′ 16″ N, 2° 24′ 11″ E / 41.63766°N,2.4031°E ca:Montserrat Cullell, 12        | bé cultural d'interès local                | Torre Montserrat (Llinars del Vallès) | Modifica les dades a Wikidata |

## castell
| imatge | Nom                   | Ubicat a           | instància de | Detalls                                          | coordenades | Protecció                                            | Commons (més fotos)   | Dades a WD                    |
| ------ | --------------------- | ------------------ | ------------ | ------------------------------------------------ | --- | ---------------------------------------------------- | --------------------- | ----------------------------- |
|        | Castellnou de Llinars | Llinars del Vallès | castell      | Estil: arquitectura del Renaixement 16th century | 41° 38′ 25″ N, 2° 24′ 12″ E / 41.64027778°N,2.40333333°E ca:Baixada del Castell                                                          | bé d'interès cultural bé cultural d'interès nacional | Castellnou de Llinars | Modifica les dades a Wikidata |
|        | Castellvell del Far   | Llinars del Vallès | castell      | Estil: arquitectura popular                      | 41° 37′ 35″ N, 2° 24′ 26″ E / 41.6264°N,2.40722°E 41° 37′ 35″ N, 2° 24′ 26″ E / 41.626471°N,2.4071°E ca:Crtra. B-510 a Argentona, km 7,8 | bé d'interès cultural bé cultural d'interès nacional | Castell del Far       | Modifica les dades a Wikidata |

## creu de terme
| imatge | Nom                         | Ubicat a           | instància de  | Detalls                                 | coordenades                                                                             | Protecció                      | Commons (més fotos)                              | Dades a WD                    |
| ------ | --------------------------- | ------------------ | ------------- | --------------------------------------- | --------------------------------------------------------------------------------------- | ------------------------------ | ------------------------------------------------ | ----------------------------- |
|        | creu de terme de Llinars    | Llinars del Vallès | creu de terme | Estil: arquitectura gòtica 16th century | 41° 38′ 36″ N, 2° 24′ 48″ E / 41.643404°N,2.413397°E ca:Carrer Via Romana               | bé cultural d'interès nacional | Creu de terme de Llinars                         | Modifica les dades a Wikidata |
|        | creu de terme del cementiri | Llinars del Vallès | creu de terme | Estil: arquitectura gòtica 16th century | 41° 38′ 35″ N, 2° 23′ 33″ E / 41.643183°N,2.392561°E ca:Interior del Cementiri 217 msnm | bé cultural d'interès nacional | Creu de terme del cementiri (Llinars del Vallès) | Modifica les dades a Wikidata |

## edifici
| imatge | Nom                     | Ubicat a           | instància de                      | Detalls                          | coordenades                                                                          | Protecció                                  | Commons (més fotos)     | Dades a WD                    |
| ------ | ----------------------- | ------------------ | --------------------------------- | -------------------------------- | ------------------------------------------------------------------------------------ | ------------------------------------------ | ----------------------- | ----------------------------- |
|        | Pou de Can Colomer      | Llinars del Vallès | edifici                           | Estil: arquitectura popular      |                                                                                      | bé integrant del patrimoni cultural català |                         | Modifica les dades a Wikidata |
|        | casa de colònies Mogent | Llinars del Vallès | edifici colònies d'estiu juniorat | Estil: academicisme 20th century | 41° 38′ 32″ N, 2° 25′ 03″ E / 41.642339°N,2.417432°E ca:Ctra. C-35, km. 100 200 msnm | bé cultural d'interès local                | Casa de Colònies Mogent | Modifica les dades a Wikidata |

## edifici públic
| imatge | Nom                           | Ubicat a           | instància de                                 | Detalls | coordenades                                                                                  | Protecció | Commons (més fotos) | Dades a WD                    |
| ------ | ----------------------------- | ------------------ | -------------------------------------------- | ------- | -------------------------------------------------------------------------------------------- | --------- | ------------------- | ----------------------------- |
|        | Can Casas (Biblioteca)        | Llinars del Vallès | edifici públic edifici de biblioteca         |         | 41° 38′ 25″ N, 2° 23′ 56″ E / 41.640411376953125°N,2.398977041244507°E ca:Av. Pau Casals, 26 |           |                     | Modifica les dades a Wikidata |
|        | Centre d'Assistència Primària | Llinars del Vallès | edifici públic Ús: centre d'atenció primària |         | 41° 38′ 30″ N, 2° 23′ 51″ E / 41.641578674316406°N,2.3974575996398926°E ca:Joaquim Blume, 17 |           |                     | Modifica les dades a Wikidata |

## edifici residencial
| imatge | Nom                          | Ubicat a           | instància de        | Detalls                       | coordenades                                                                               | Protecció | Commons (més fotos)               | Dades a WD                    |
| ------ | ---------------------------- | ------------------ | ------------------- | ----------------------------- | ----------------------------------------------------------------------------------------- | --------- | --------------------------------- | ----------------------------- |
|        | Can Bartomeu                 | Llinars del Vallès | edifici residencial | Estil: arquitectura eclèctica | 41° 39′ 45″ N, 2° 26′ 00″ E / 41.66261672973633°N,2.4334239959716797°E ca:Sanata 224 msnm |           | Can Bartomeu (Llinars del Vallès) | Modifica les dades a Wikidata |
|        | Casa FS                      | Llinars del Vallès | edifici residencial |                               | 41° 38′ 39″ N, 2° 23′ 54″ E / 41.64412689208984°N,2.3983991146087646°E ca:Gardènia, 7     |           |                                   | Modifica les dades a Wikidata |
|        | Casa Montserrat Cullell      | Llinars del Vallès | edifici residencial | Estil: arquitectura eclèctica | 41° 38′ 20″ N, 2° 24′ 13″ E / 41.63875579833984°N,2.403620481491089°E ca:Major, 21        |           |                                   | Modifica les dades a Wikidata |
|        | Casa Pratginestós            | Llinars del Vallès | edifici residencial |                               | 41° 38′ 26″ N, 2° 23′ 39″ E / 41.64053726196289°N,2.394199848175049°E ca:Cervantes, 18    |           |                                   | Modifica les dades a Wikidata |
|        | Rectoria de Sanata           | Llinars del Vallès | edifici residencial |                               | 41° 39′ 45″ N, 2° 26′ 02″ E / 41.66255187988281°N,2.433809995651245°E ca:Sanata 224 msnm  |           | Rectoria de Sanata                | Modifica les dades a Wikidata |
|        | edifici a la plaça Caritg, 3 | Llinars del Vallès | edifici residencial | Estil: arquitectura eclèctica | 41° 38′ 22″ N, 2° 24′ 01″ E / 41.6393928527832°N,2.400365114212036°E ca:Plaça Caritg, 3-4 |           |                                   | Modifica les dades a Wikidata |

## entitat singular de població
| imatge | Nom                | Ubicat a           | instància de                                                                   | Detalls  | coordenades                                                                | Protecció | Commons (més fotos) | Dades a WD                    |
| ------ | ------------------ | ------------------ | ------------------------------------------------------------------------------ | -------- | -------------------------------------------------------------------------- | --------- | ------------------- | ----------------------------- |
|        | Collsabadell       | Llinars del Vallès | entitat singular de població                                                   | 154 hab  | 41° 38′ 41″ N, 2° 25′ 30″ E / 41.644792150307°N,2.4248958553575°E 211 msnm |           |                     | Modifica les dades a Wikidata |
|        | Llinars del Vallès | Llinars del Vallès | entitat singular de població capital municipal ens local històric de Catalunya | 9235 hab | 41° 38′ 24″ N, 2° 23′ 53″ E / 41.63994246°N,2.39801856°E 189 msnm          |           |                     | Modifica les dades a Wikidata |
|        | Sanata             | Llinars del Vallès | entitat singular de població                                                   | 65 hab   | 41° 39′ 51″ N, 2° 26′ 04″ E / 41.66414876°N,2.4344045°E 242 msnm           |           | Sanata              | Modifica les dades a Wikidata |
|        | Sant Carles        | Llinars del Vallès | entitat singular de població                                                   | 88 hab   | 41° 35′ 52″ N, 2° 22′ 51″ E / 41.597726700276°N,2.380916662545°E 298 msnm  |           |                     | Modifica les dades a Wikidata |
|        | Sant Josep         | Llinars del Vallès | entitat singular de població                                                   | 1042 hab | 41° 37′ 20″ N, 2° 22′ 08″ E / 41.622153°N,2.368882°E 191 msnm              |           |                     | Modifica les dades a Wikidata |
|        | el Coll            | Llinars del Vallès | entitat singular de població                                                   | 41 hab   | 41° 36′ 57″ N, 2° 22′ 26″ E / 41.61577548°N,2.373912593°E 235 msnm         |           |                     | Modifica les dades a Wikidata |
|        | el Pla Moretó      | Llinars del Vallès | entitat singular de població                                                   | 74 hab   | 41° 38′ 20″ N, 2° 22′ 35″ E / 41.6389363°N,2.37652375°E 208 msnm           |           |                     | Modifica les dades a Wikidata |

## església
| imatge | Nom                              | Ubicat a           | instància de                 | Detalls                                                                            | coordenades                                                                              | Protecció                   | Commons (més fotos)          | Dades a WD                    |
| ------ | -------------------------------- | ------------------ | ---------------------------- | ---------------------------------------------------------------------------------- | ---------------------------------------------------------------------------------------- | --------------------------- | ---------------------------- | ----------------------------- |
|        | Mare de Déu de Lurdes de Llinars | Llinars del Vallès | església                     |                                                                                    | 41° 38′ 28″ N, 2° 25′ 10″ E / 41.641168°N,2.419377°E ca:A tocar de cal Bataller 208 msnm |                             |                              | Modifica les dades a Wikidata |
|        | Sant Cristòfol de can Bordoi     | Llinars del Vallès | església capella             |                                                                                    | 41° 37′ 28″ N, 2° 24′ 10″ E / 41.624432°N,2.402708°E ca:masia de can Bordoi              |                             |                              | Modifica les dades a Wikidata |
|        | Sant Esteve del Coll             | Llinars del Vallès | església                     | Estil: arquitectura gòtica                                                         | 41° 37′ 02″ N, 2° 22′ 32″ E / 41.61722°N,2.37569°E                                       | bé cultural d'interès local | Sant Esteve del Coll         | Modifica les dades a Wikidata |
|        | Sant Joan Sanata                 | Llinars del Vallès | església església parroquial | Estil: arquitectura gòtica                                                         | 41° 39′ 50″ N, 2° 26′ 04″ E / 41.66376°N,2.43439°E ca:Sanata                             | bé cultural d'interès local | Sant Joan Sanata             | Modifica les dades a Wikidata |
|        | Sant Sadurní de Collsabadell     | Llinars del Vallès | església església parroquial | Estil: arquitectura gòtica arquitectura romànica arquitectura barroca 13rd century | 41° 38′ 36″ N, 2° 25′ 42″ E / 41.64336°N,2.42836°E ca:Collsabadell 237 msnm              | bé cultural d'interès local | Sant Sadurní de Collsabadell | Modifica les dades a Wikidata |
|        | Sant Sebastià de Puigpedrós      | Llinars del Vallès | església ermita              | Estat: ruïnós                                                                      | 41° 36′ 48″ N, 2° 23′ 13″ E / 41.613334°N,2.387025°E                                     |                             |                              | Modifica les dades a Wikidata |
|        | Santa Francesca                  | Llinars del Vallès | església capella             |                                                                                    | 41° 37′ 45″ N, 2° 24′ 17″ E / 41.629247°N,2.404584°E 296 msnm                            |                             |                              | Modifica les dades a Wikidata |
|        | Santa Maria de Llinars           | Llinars del Vallès | església església parroquial | Estil: arquitectura barroca                                                        | 41° 38′ 24″ N, 2° 23′ 53″ E / 41.64°N,2.3980555555556°E                                  | bé cultural d'interès local | Santa Maria de Llinars       | Modifica les dades a Wikidata |

## masia
| imatge | Nom                      | Ubicat a           | instància de             | Detalls                                                       | coordenades | Protecció                                  | Commons (més fotos)                       | Dades a WD                    |
| ------ | ------------------------ | ------------------ | ------------------------ | ------------------------------------------------------------- | --- | ------------------------------------------ | ----------------------------------------- | ----------------------------- |
|        | Ca l'Adrià               | Llinars del Vallès | masia                    | Estil: arquitectura popular                                   | 41° 39′ 03″ N, 2° 25′ 58″ E / 41.65075°N,2.43275°E                                                              | bé cultural d'interès local                |                                           | Modifica les dades a Wikidata |
|        | Ca l'Andreu              | Llinars del Vallès | masia                    | Estil: arquitectura gòtica arquitectura popular 16th century  | 41° 39′ 52″ N, 2° 26′ 03″ E / 41.66447°N,2.43405°E ca:Sanata 235 msnm                                           | bé integrant del patrimoni cultural català | Ca l'Andreu (Llinars del Vallès)          | Modifica les dades a Wikidata |
|        | Ca l'Arumí               | Llinars del Vallès | masia                    |                                                               | 41° 36′ 26″ N, 2° 22′ 50″ E / 41.6073274114869°N,2.38057018976082°E                                             |                                            |                                           | Modifica les dades a Wikidata |
|        | Ca l'Escroder            | Llinars del Vallès | masia                    |                                                               | 41° 38′ 28″ N, 2° 25′ 21″ E / 41.6410158633041°N,2.4223816252495°E                                              |                                            |                                           | Modifica les dades a Wikidata |
|        | Ca l'Esteper             | Llinars del Vallès | masia                    |                                                               | 41° 38′ 46″ N, 2° 25′ 56″ E / 41.6461266114327°N,2.43215881071754°E                                             |                                            |                                           | Modifica les dades a Wikidata |
|        | Ca la Nuri               | Llinars del Vallès | masia                    |                                                               | 41° 38′ 29″ N, 2° 25′ 23″ E / 41.6414429201024°N,2.42312227529713°E                                             |                                            |                                           | Modifica les dades a Wikidata |
|        | Ca n'Agell               | Llinars del Vallès | masia                    |                                                               | 41° 39′ 19″ N, 2° 26′ 43″ E / 41.6552880828461°N,2.44531343014047°E                                             |                                            |                                           | Modifica les dades a Wikidata |
|        | Cal Bataller             | Llinars del Vallès | masia                    |                                                               | 41° 38′ 30″ N, 2° 25′ 09″ E / 41.6417198864616°N,2.4190972818847°E                                              |                                            |                                           | Modifica les dades a Wikidata |
|        | Cal Burro                | Llinars del Vallès | masia                    |                                                               | 41° 39′ 18″ N, 2° 25′ 29″ E / 41.6549529676477°N,2.42477921746125°E                                             |                                            |                                           | Modifica les dades a Wikidata |
|        | Cal Coix                 | Llinars del Vallès | masia                    |                                                               | 41° 38′ 10″ N, 2° 26′ 24″ E / 41.6361849592951°N,2.43996626759568°E                                             |                                            |                                           | Modifica les dades a Wikidata |
|        | Cal Doctor Recasens      | Llinars del Vallès | masia                    |                                                               | 41° 38′ 33″ N, 2° 25′ 14″ E / 41.6425919903746°N,2.42056639542042°E                                             |                                            |                                           | Modifica les dades a Wikidata |
|        | Cal Pèl                  | Llinars del Vallès | masia                    |                                                               | 41° 40′ 03″ N, 2° 26′ 02″ E / 41.6674459206836°N,2.43385744530345°E                                             |                                            | Cal Pèl                                   | Modifica les dades a Wikidata |
|        | Cal Pèsol                | Llinars del Vallès | masia                    |                                                               | 41° 36′ 12″ N, 2° 23′ 18″ E / 41.6032079823756°N,2.38839783535691°E                                             |                                            |                                           | Modifica les dades a Wikidata |
|        | Cal Sacristà             | Llinars del Vallès | masia                    |                                                               | 41° 39′ 46″ N, 2° 25′ 18″ E / 41.6627287978912°N,2.42171917072958°E                                             |                                            | Cal Sacristà                              | Modifica les dades a Wikidata |
|        | Cal Trabuc               | Llinars del Vallès | masia                    |                                                               | 41° 37′ 52″ N, 2° 25′ 57″ E / 41.6311950080282°N,2.43262602658771°E                                             |                                            |                                           | Modifica les dades a Wikidata |
|        | Can Badosa               | Llinars del Vallès | masia                    |                                                               | 41° 38′ 17″ N, 2° 24′ 06″ E / 41.6379740956672°N,2.40176903902503°E                                             |                                            | Can Badosa                                | Modifica les dades a Wikidata |
|        | Can Bordoi               | Llinars del Vallès | masia conjunt d'edificis | Arquitecte: Marcel·lià Coquillat i Llofriu Estil: noucentisme | 41° 37′ 28″ N, 2° 24′ 05″ E / 41.624473°N,2.401508°E ca:Crtra. B-510 a Argentona, km 8                          | bé cultural d'interès local                | Can Bordoi                                | Modifica les dades a Wikidata |
|        | Can Bruniquer            | Llinars del Vallès | masia                    |                                                               | 41° 37′ 44″ N, 2° 23′ 20″ E / 41.6289357510695°N,2.38899508781639°E                                             |                                            |                                           | Modifica les dades a Wikidata |
|        | Can Cabagès              | Llinars del Vallès | masia                    |                                                               | 41° 38′ 22″ N, 2° 24′ 55″ E / 41.6395482770514°N,2.41537056073654°E                                             |                                            |                                           | Modifica les dades a Wikidata |
|        | Can Capa                 | Llinars del Vallès | masia                    |                                                               | 41° 37′ 48″ N, 2° 24′ 08″ E / 41.6301215197949°N,2.40209375766514°E                                             |                                            |                                           | Modifica les dades a Wikidata |
|        | Can Capeta               | Llinars del Vallès | masia                    |                                                               | 41° 37′ 49″ N, 2° 22′ 36″ E / 41.630292425424°N,2.37661671428498°E                                              |                                            |                                           | Modifica les dades a Wikidata |
|        | Can Cases                | Llinars del Vallès | masia                    |                                                               | 41° 39′ 02″ N, 2° 25′ 40″ E / 41.6505635863679°N,2.42780855249604°E                                             |                                            |                                           | Modifica les dades a Wikidata |
|        | Can Censat               | Llinars del Vallès | masia                    |                                                               | 41° 37′ 47″ N, 2° 24′ 16″ E / 41.6298278774301°N,2.40452154565164°E                                             |                                            |                                           | Modifica les dades a Wikidata |
|        | Can Clavell              | Llinars del Vallès | masia                    |                                                               | 41° 39′ 34″ N, 2° 25′ 30″ E / 41.659504°N,2.425035°E                                                            |                                            | Can Clavell (Llinars del Vallès)          | Modifica les dades a Wikidata |
|        | Can Codina               | Llinars del Vallès | masia                    |                                                               | 41° 37′ 45″ N, 2° 23′ 14″ E / 41.6292318187918°N,2.38708346454203°E                                             |                                            |                                           | Modifica les dades a Wikidata |
|        | Can Collet               | Llinars del Vallès | masia                    |                                                               | 41° 36′ 28″ N, 2° 22′ 58″ E / 41.607907357983°N,2.38289288462539°E                                              |                                            |                                           | Modifica les dades a Wikidata |
|        | Can Collet de Baix       | Llinars del Vallès | masia                    |                                                               | 41° 39′ 33″ N, 2° 25′ 49″ E / 41.659204890563°N,2.43031438416132°E                                              |                                            |                                           | Modifica les dades a Wikidata |
|        | Can Colomer              | Llinars del Vallès | masia                    | Estil: arquitectura popular 17th century                      | 41° 38′ 57″ N, 2° 25′ 29″ E / 41.649295490943°N,2.424855803744°E ca:Autopista AP-7 de la Mediterrània, km. 117  | bé cultural d'interès local                | Can Colomer (Llinars del Vallès)          | Modifica les dades a Wikidata |
|        | Can Cortès               | Llinars del Vallès | masia                    |                                                               | 41° 36′ 20″ N, 2° 23′ 09″ E / 41.6054547997142°N,2.38577244451895°E                                             |                                            |                                           | Modifica les dades a Wikidata |
|        | Can Cuquitos             | Llinars del Vallès | masia                    |                                                               | 41° 39′ 39″ N, 2° 25′ 29″ E / 41.6608072356782°N,2.42470309897008°E 220 msnm                                    |                                            | Can Cuquitos                              | Modifica les dades a Wikidata |
|        | Can Dama                 | Llinars del Vallès | masia                    |                                                               | 41° 38′ 02″ N, 2° 26′ 52″ E / 41.6338173741598°N,2.44768265347904°E                                             |                                            |                                           | Modifica les dades a Wikidata |
|        | Can Diviu                | Llinars del Vallès | masia                    |                                                               | 41° 37′ 49″ N, 2° 23′ 23″ E / 41.6303182455526°N,2.38982241176876°E                                             |                                            |                                           | Modifica les dades a Wikidata |
|        | Can Dous                 | Llinars del Vallès | masia                    |                                                               | 41° 36′ 40″ N, 2° 22′ 58″ E / 41.6110323810871°N,2.38280309269147°E                                             |                                            |                                           | Modifica les dades a Wikidata |
|        | Can Felip                | Llinars del Vallès | masia                    |                                                               | 41° 39′ 49″ N, 2° 26′ 03″ E / 41.6635657841369°N,2.43425178351094°E                                             |                                            | Can Felip (Llinars del Vallès)            | Modifica les dades a Wikidata |
|        | Can Ferrer               | Llinars del Vallès | masia                    |                                                               | 41° 39′ 20″ N, 2° 25′ 52″ E / 41.6556603307918°N,2.43117431891753°E                                             |                                            |                                           | Modifica les dades a Wikidata |
|        | Can Folc                 | Llinars del Vallès | masia                    |                                                               | 41° 37′ 55″ N, 2° 24′ 27″ E / 41.6318516463934°N,2.40745632172121°E                                             |                                            |                                           | Modifica les dades a Wikidata |
|        | Can Fradera              | Llinars del Vallès | masia                    |                                                               | 41° 40′ 17″ N, 2° 26′ 06″ E / 41.67151738032268°N,2.434909343719483°E                                           |                                            | Can Fradera (Llinars del Vallès)          | Modifica les dades a Wikidata |
|        | Can Gall Nou             | Llinars del Vallès | masia                    |                                                               | 41° 37′ 13″ N, 2° 22′ 33″ E / 41.6203261051549°N,2.37581244125758°E                                             |                                            |                                           | Modifica les dades a Wikidata |
|        | Can Gall Vell            | Llinars del Vallès | masia                    |                                                               | 41° 37′ 13″ N, 2° 22′ 36″ E / 41.6203580098262°N,2.37671240029771°E                                             |                                            |                                           | Modifica les dades a Wikidata |
|        | Can Gallard              | Llinars del Vallès | masia                    |                                                               | 41° 37′ 58″ N, 2° 24′ 06″ E / 41.6326951406825°N,2.40162575838463°E 211 msnm                                    |                                            | Can Gallard (Llinars del Vallès)          | Modifica les dades a Wikidata |
|        | Can Gavatxó              | Llinars del Vallès | masia                    |                                                               | 41° 39′ 48″ N, 2° 25′ 38″ E / 41.6634493239947°N,2.42710591838238°E                                             |                                            | Can Gavatxó (Llinars del Vallès)          | Modifica les dades a Wikidata |
|        | Can Gener                | Llinars del Vallès | masia                    |                                                               | 41° 38′ 36″ N, 2° 26′ 34″ E / 41.6432°N,2.4427°E ca:Camí de Can Gener                                           | bé integrant del patrimoni cultural català |                                           | Modifica les dades a Wikidata |
|        | Can Goita                | Llinars del Vallès | masia                    |                                                               | 41° 38′ 05″ N, 2° 24′ 45″ E / 41.6346880686436°N,2.41255700126154°E                                             |                                            |                                           | Modifica les dades a Wikidata |
|        | Can Gordi                | Llinars del Vallès | masia                    |                                                               | 41° 38′ 32″ N, 2° 25′ 16″ E / 41.6421713946349°N,2.42111050611583°E                                             |                                            |                                           | Modifica les dades a Wikidata |
|        | Can Gordi Cremat         | Llinars del Vallès | masia                    |                                                               | 41° 38′ 15″ N, 2° 24′ 39″ E / 41.6374268372451°N,2.41091122231056°E                                             |                                            |                                           | Modifica les dades a Wikidata |
|        | Can Jan                  | Llinars del Vallès | masia                    |                                                               | 41° 37′ 52″ N, 2° 26′ 55″ E / 41.6310747295784°N,2.44863049380931°E                                             |                                            |                                           | Modifica les dades a Wikidata |
|        | Can Jep                  | Llinars del Vallès | masia                    |                                                               | 41° 39′ 55″ N, 2° 25′ 33″ E / 41.6653800205768°N,2.4259356583104°E                                              |                                            |                                           | Modifica les dades a Wikidata |
|        | Can Jordi                | Llinars del Vallès | masia                    |                                                               | 41° 36′ 37″ N, 2° 23′ 08″ E / 41.6102732271544°N,2.38569073409179°E                                             |                                            |                                           | Modifica les dades a Wikidata |
|        | Can Lleget               | Llinars del Vallès | masia                    |                                                               | 41° 37′ 18″ N, 2° 22′ 09″ E / 41.6216401555899°N,2.36902962999022°E                                             |                                            |                                           | Modifica les dades a Wikidata |
|        | Can Llobera              | Llinars del Vallès | masia                    |                                                               | 41° 38′ 45″ N, 2° 24′ 52″ E / 41.645943°N,2.414493°E ca:Camí de Can Llobera 194 msnm                            |                                            | Can Llobera (Llinars del Vallès)          | Modifica les dades a Wikidata |
|        | Can Manel                | Llinars del Vallès | masia                    |                                                               | 41° 39′ 21″ N, 2° 25′ 30″ E / 41.655737°N,2.42497°E 229 msnm                                                    |                                            | Can Manel (Llinars del Vallès)            | Modifica les dades a Wikidata |
|        | Can Margenat             | Llinars del Vallès | masia                    | Estil: arquitectura popular                                   | 41° 39′ 45″ N, 2° 26′ 01″ E / 41.66253°N,2.43358°E ca:Sanata                                                    | bé integrant del patrimoni cultural català | Can Margenat (Llinars del Vallès)         | Modifica les dades a Wikidata |
|        | Can Marquès              | Llinars del Vallès | masia                    | Estil: noucentisme 20th century                               | 41° 38′ 39″ N, 2° 24′ 27″ E / 41.6442822055035°N,2.40758260623288°E ca:Còrcega, 10 197 msnm                     | bé cultural d'interès local                | Can Marquès (Llinars del Vallès)          | Modifica les dades a Wikidata |
|        | Can Martori              | Llinars del Vallès | masia                    |                                                               | 41° 39′ 53″ N, 2° 26′ 09″ E / 41.664809224406035°N,2.435773015022278°E                                          |                                            | Can Martori                               | Modifica les dades a Wikidata |
|        | Can Miret                | Llinars del Vallès | masia                    |                                                               | 41° 39′ 01″ N, 2° 23′ 30″ E / 41.6504145655678°N,2.39177043149733°E 213 msnm                                    |                                            | Can Miret (Llinars del Vallès)            | Modifica les dades a Wikidata |
|        | Can Móra                 | Llinars del Vallès | masia                    |                                                               | 41° 38′ 29″ N, 2° 24′ 58″ E / 41.64131694444445°N,2.4161111111111113°E                                          |                                            | Can Móra (Llinars del Vallès)             | Modifica les dades a Wikidata |
|        | Can Móra del Torrent     | Llinars del Vallès | masia                    |                                                               | 41° 38′ 08″ N, 2° 25′ 17″ E / 41.6354537303135°N,2.42144676718932°E                                             |                                            |                                           | Modifica les dades a Wikidata |
|        | Can Nis                  | Llinars del Vallès | masia                    |                                                               | 41° 38′ 01″ N, 2° 25′ 52″ E / 41.6335927044789°N,2.4311642772559°E                                              |                                            |                                           | Modifica les dades a Wikidata |
|        | Can Novell               | Llinars del Vallès | masia                    |                                                               | 41° 40′ 01″ N, 2° 25′ 48″ E / 41.6668773923604°N,2.42999449503619°E                                             |                                            |                                           | Modifica les dades a Wikidata |
|        | Can Panxo                | Llinars del Vallès | masia                    |                                                               | 41° 38′ 39″ N, 2° 25′ 10″ E / 41.6441084386894°N,2.41942405968204°E                                             |                                            |                                           | Modifica les dades a Wikidata |
|        | Can Patuel               | Llinars del Vallès | masia                    |                                                               | 41° 38′ 09″ N, 2° 26′ 29″ E / 41.6359132833178°N,2.44151745262754°E                                             |                                            |                                           | Modifica les dades a Wikidata |
|        | Can Pau Rector           | Llinars del Vallès | masia                    | Estil: arquitectura popular                                   | 41° 38′ 32″ N, 2° 26′ 39″ E / 41.64218°N,2.44421°E ca:Camí de Can Gener                                         | bé integrant del patrimoni cultural català |                                           | Modifica les dades a Wikidata |
|        | Can Pauet                | Llinars del Vallès | masia                    |                                                               | 41° 38′ 26″ N, 2° 25′ 41″ E / 41.6405127419623°N,2.42804156059332°E                                             |                                            |                                           | Modifica les dades a Wikidata |
|        | Can Pedregosa            | Llinars del Vallès | masia                    |                                                               | 41° 38′ 02″ N, 2° 24′ 25″ E / 41.633956938144°N,2.40699281509776°E                                              |                                            |                                           | Modifica les dades a Wikidata |
|        | Can Pei                  | Llinars del Vallès | masia                    |                                                               | 41° 38′ 03″ N, 2° 24′ 14″ E / 41.6340496831966°N,2.40402645731049°E                                             |                                            |                                           | Modifica les dades a Wikidata |
|        | Can Pellisser            | Llinars del Vallès | masia                    |                                                               | 41° 36′ 50″ N, 2° 22′ 23″ E / 41.6138073721934°N,2.3729587237352°E                                              |                                            |                                           | Modifica les dades a Wikidata |
|        | Can Perera               | Llinars del Vallès | masia                    |                                                               | 41° 38′ 12″ N, 2° 25′ 19″ E / 41.6367078473971°N,2.42186778899181°E                                             |                                            |                                           | Modifica les dades a Wikidata |
|        | Can Peret Martori        | Llinars del Vallès | masia                    |                                                               | 41° 39′ 24″ N, 2° 25′ 37″ E / 41.656642°N,2.426915°E 231 msnm                                                   |                                            | Can Peret Martori                         | Modifica les dades a Wikidata |
|        | Can Petroli              | Llinars del Vallès | masia                    |                                                               | 41° 36′ 47″ N, 2° 22′ 38″ E / 41.6131731054201°N,2.37723765812304°E                                             |                                            |                                           | Modifica les dades a Wikidata |
|        | Can Pinyater             | Llinars del Vallès | masia                    |                                                               | 41° 36′ 41″ N, 2° 22′ 33″ E / 41.611292674003°N,2.3759595422103°E                                               |                                            |                                           | Modifica les dades a Wikidata |
|        | Can Pinós                | Llinars del Vallès | masia                    |                                                               | 41° 37′ 56″ N, 2° 25′ 52″ E / 41.632212646569°N,2.4310105124818°E                                               |                                            |                                           | Modifica les dades a Wikidata |
|        | Can Pinós                | Llinars del Vallès | masia                    |                                                               | 41° 39′ 29″ N, 2° 25′ 33″ E / 41.658113°N,2.425734°E                                                            |                                            | Can Pinós (Llinars del Vallès)            | Modifica les dades a Wikidata |
|        | Can Prat                 | Llinars del Vallès | masia                    | Estil: arquitectura eclèctica 19th century                    | 41° 38′ 34″ N, 2° 25′ 34″ E / 41.64271°N,2.42615°E ca:Collsabadell                                              | bé integrant del patrimoni cultural català |                                           | Modifica les dades a Wikidata |
|        | Can Puigvert             | Llinars del Vallès | masia                    |                                                               | 41° 36′ 47″ N, 2° 23′ 00″ E / 41.6129356402719°N,2.38331304574026°E                                             |                                            |                                           | Modifica les dades a Wikidata |
|        | Can Ramonet              | Llinars del Vallès | masia                    |                                                               | 41° 39′ 52″ N, 2° 25′ 21″ E / 41.6643355001906°N,2.42240147497642°E                                             |                                            |                                           | Modifica les dades a Wikidata |
|        | Can Rossell              | Llinars del Vallès | masia                    | Estil: arquitectura popular                                   | 41° 38′ 13″ N, 2° 23′ 58″ E / 41.63693°N,2.39949°E ca:Frederic Marés / Bonavista                                | bé cultural d'interès local                | Can Rossell (Llinars del Vallès)          | Modifica les dades a Wikidata |
|        | Can Salvi                | Llinars del Vallès | masia                    |                                                               | 41° 39′ 44″ N, 2° 25′ 44″ E / 41.6622245443689°N,2.42895451013589°E 237 msnm                                    |                                            | Can Salvi (Llinars del Vallès)            | Modifica les dades a Wikidata |
|        | Can Saules               | Llinars del Vallès | masia                    |                                                               | 41° 36′ 18″ N, 2° 23′ 22″ E / 41.6049608465105°N,2.38942534351007°E                                             |                                            |                                           | Modifica les dades a Wikidata |
|        | Can Solà Vell            | Llinars del Vallès | masia                    |                                                               | 41° 39′ 18″ N, 2° 26′ 03″ E / 41.6551346847483°N,2.43416944043646°E                                             |                                            |                                           | Modifica les dades a Wikidata |
|        | Can Suari                | Llinars del Vallès | masia                    |                                                               | 41° 37′ 37″ N, 2° 22′ 58″ E / 41.6269021985822°N,2.38263975426734°E                                             |                                            |                                           | Modifica les dades a Wikidata |
|        | Can Tabola               | Llinars del Vallès | masia                    |                                                               | 41° 39′ 59″ N, 2° 25′ 31″ E / 41.6663404402064°N,2.42526646089539°E                                             |                                            |                                           | Modifica les dades a Wikidata |
|        | Can Torres               | Llinars del Vallès | masia                    |                                                               | 41° 36′ 13″ N, 2° 23′ 04″ E / 41.6036367363684°N,2.38434963188967°E                                             |                                            |                                           | Modifica les dades a Wikidata |
|        | Can Valls                | Llinars del Vallès | masia                    |                                                               | 41° 40′ 10″ N, 2° 26′ 03″ E / 41.6695191292082°N,2.43417563662847°E                                             |                                            |                                           | Modifica les dades a Wikidata |
|        | Can Vila                 | Llinars del Vallès | masia                    |                                                               | 41° 39′ 31″ N, 2° 25′ 37″ E / 41.658561°N,2.426967°E 212 msnm                                                   |                                            | Can Vila (Llinars del Vallès)             | Modifica les dades a Wikidata |
|        | Can Xico                 | Llinars del Vallès | masia                    |                                                               | 41° 38′ 03″ N, 2° 26′ 42″ E / 41.6342187930542°N,2.44500185610134°E                                             |                                            |                                           | Modifica les dades a Wikidata |
|        | Can Xiscu                | Llinars del Vallès | masia                    |                                                               | 41° 38′ 27″ N, 2° 25′ 23″ E / 41.6407221973255°N,2.42309268120999°E                                             |                                            |                                           | Modifica les dades a Wikidata |
|        | Casa Mas Bagà            | Llinars del Vallès | masia                    | Estil: historicisme arquitectònic                             | 41° 38′ 24″ N, 2° 24′ 19″ E / 41.64005°N,2.40516°E                                                              | bé cultural d'interès local                | Mas Bagà                                  | Modifica les dades a Wikidata |
|        | Castellvell              | Llinars del Vallès | masia                    |                                                               | 41° 37′ 35″ N, 2° 24′ 25″ E / 41.6264085868537°N,2.40692993769019°E                                             |                                            |                                           | Modifica les dades a Wikidata |
|        | Collsabadell             | Llinars del Vallès | masia                    |                                                               | 41° 38′ 37″ N, 2° 25′ 42″ E / 41.6435309097953°N,2.4281949882273°E                                              |                                            |                                           | Modifica les dades a Wikidata |
|        | Hostal de l'Arengada     | Llinars del Vallès | masia                    | Estat: ruïnós                                                 | 41° 37′ 59″ N, 2° 26′ 45″ E / 41.633056°N,2.445833°E                                                            |                                            | Hostal de l'Arengada (Llinars del Vallès) | Modifica les dades a Wikidata |
|        | Rectoria de Collsabadell | Llinars del Vallès | masia                    |                                                               | 41° 38′ 36″ N, 2° 25′ 43″ E / 41.64338684082031°N,2.4286999702453613°E ca:A tocar de l'església de Sant Sadurní |                                            |                                           | Modifica les dades a Wikidata |
|        | Torre Magret             | Llinars del Vallès | masia                    |                                                               | 41° 38′ 14″ N, 2° 24′ 02″ E / 41.6372559324769°N,2.40050297045627°E                                             |                                            |                                           | Modifica les dades a Wikidata |
|        | Torre de les Àguiles     | Llinars del Vallès | masia                    | Estil: noucentisme 20th century                               | 41° 38′ 32″ N, 2° 24′ 15″ E / 41.6423364522995°N,2.40405817416991°E ca:Av. de Vilamajor, 21 202 msnm            | bé cultural d'interès local                | Torre de les Àguiles                      | Modifica les dades a Wikidata |
|        | el Pedrenyal Nou         | Llinars del Vallès | masia                    |                                                               | 41° 40′ 11″ N, 2° 26′ 01″ E / 41.669841005633°N,2.4336923076467°E                                               |                                            |                                           | Modifica les dades a Wikidata |
|        | el Rocar                 | Llinars del Vallès | masia                    |                                                               | 41° 36′ 39″ N, 2° 22′ 43″ E / 41.6107933966269°N,2.37856874101692°E                                             |                                            |                                           | Modifica les dades a Wikidata |
|        | el Xalet                 | Llinars del Vallès | masia                    |                                                               | 41° 36′ 47″ N, 2° 22′ 56″ E / 41.6131099759497°N,2.38223118596354°E                                             |                                            |                                           | Modifica les dades a Wikidata |
|        | l'Icart                  | Llinars del Vallès | masia                    |                                                               | 41° 39′ 55″ N, 2° 25′ 29″ E / 41.6651846931539°N,2.42470016850804°E                                             |                                            |                                           | Modifica les dades a Wikidata |
|        | la Fredera               | Llinars del Vallès | masia                    |                                                               | 41° 38′ 01″ N, 2° 26′ 32″ E / 41.633530266219°N,2.44231841463257°E                                              |                                            |                                           | Modifica les dades a Wikidata |
|        | la Guàrdia               | Llinars del Vallès | masia                    |                                                               | 41° 39′ 56″ N, 2° 26′ 25″ E / 41.665584584861°N,2.4403262642018°E                                               |                                            | La Guàrdia (Llinars del Vallès)           | Modifica les dades a Wikidata |
|        | la Torre Vella           | Llinars del Vallès | masia                    |                                                               | 41° 37′ 01″ N, 2° 23′ 04″ E / 41.6169675764282°N,2.3843789076581°E                                              |                                            |                                           | Modifica les dades a Wikidata |

## monument
| imatge | Nom                        | Ubicat a           | instància de | Detalls | coordenades                                                                                         | Protecció | Commons (més fotos) | Dades a WD                    |
| ------ | -------------------------- | ------------------ | ------------ | ------- | --------------------------------------------------------------------------------------------------- | --------- | ------------------- | ----------------------------- |
|        | Auditori de Llinars        | Llinars del Vallès | monument     |         | 41° 38′ 44″ N, 2° 24′ 27″ E / 41.64558792114258°N,2.4073824882507324°E ca:Ronda Sant Antoni, 19     |           |                     | Modifica les dades a Wikidata |
|        | Escultura Drac alat        | Llinars del Vallès | monument     |         | 41° 38′ 26″ N, 2° 24′ 00″ E / 41.64046478271485°N,2.399993896484375°E ca:Plaça dels Països Catalans |           |                     | Modifica les dades a Wikidata |
|        | Escultura Hèlios alat      | Llinars del Vallès | monument     |         | 41° 37′ 32″ N, 2° 22′ 35″ E / 41.62564468383789°N,2.3763959407806396°E ca:Autopista AP-7, km 122    |           |                     | Modifica les dades a Wikidata |
|        | Escultura L'Isard          | Llinars del Vallès | monument     |         | 41° 38′ 21″ N, 2° 24′ 00″ E / 41.6391716003418°N,2.4001379013061523°E ca:Plaça Caritg               |           |                     | Modifica les dades a Wikidata |
|        | Escultura Mercat de Bolets | Llinars del Vallès | monument     |         | 41° 38′ 21″ N, 2° 24′ 16″ E / 41.63908386230469°N,2.404370069503784°E ca:Plaça de la Vila           |           |                     | Modifica les dades a Wikidata |

## muntanya
| imatge | Nom                  | Ubicat a                   | instància de | Detalls | coordenades                                                      | Protecció | Commons (més fotos) | Dades a WD                    |
| ------ | -------------------- | -------------------------- | ------------ | ------- | ---------------------------------------------------------------- | --------- | ------------------- | ----------------------------- |
|        | Puig Pedrós          | Dosrius Llinars del Vallès | muntanya     |         | 41° 36′ 32″ N, 2° 23′ 39″ E / 41.60875°N,2.39414167°E 346.2 msnm |           |                     | Modifica les dades a Wikidata |
|        | Turó de la Majordona | Llinars del Vallès         | muntanya     |         | 41° 37′ 44″ N, 2° 25′ 02″ E / 41.6288°N,2.41725°E 394.2 msnm     |           |                     | Modifica les dades a Wikidata |
|        | Turó del Vent        | Llinars del Vallès         | muntanya     |         | 41° 37′ 40″ N, 2° 24′ 51″ E / 41.6278°N,2.41406°E 389.3 msnm     |           |                     | Modifica les dades a Wikidata |
|        | la Torrassa          | Llinars del Vallès         | muntanya     |         | 41° 37′ 08″ N, 2° 23′ 10″ E / 41.61875°N,2.386°E 416.8 msnm      |           |                     | Modifica les dades a Wikidata |

## pedrera
| imatge | Nom                                  | Ubicat a           | instància de | Detalls | coordenades                                                         | Protecció | Commons (més fotos) | Dades a WD                    |
| ------ | ------------------------------------ | ------------------ | ------------ | ------- | ------------------------------------------------------------------- | --------- | ------------------- | ----------------------------- |
|        | Pedrera d'en Llobera                 | Llinars del Vallès | pedrera      |         | 41° 38′ 53″ N, 2° 26′ 21″ E / 41.6481240511877°N,2.43905829635795°E |           |                     | Modifica les dades a Wikidata |
|        | Pedrera de Ca l'Adrià                | Llinars del Vallès | pedrera      |         | 41° 38′ 45″ N, 2° 26′ 11″ E / 41.6457427556685°N,2.43652118756408°E |           |                     | Modifica les dades a Wikidata |
|        | Àrids García Canteres Granítiques SL | Llinars del Vallès | pedrera      |         | 41° 36′ 30″ N, 2° 23′ 15″ E / 41.6083275959599°N,2.38736537516555°E |           |                     | Modifica les dades a Wikidata |

## polígon industrial
| imatge | Nom                             | Ubicat a           | instància de       | Detalls | coordenades                                                           | Protecció | Commons (més fotos)         | Dades a WD                    |
| ------ | ------------------------------- | ------------------ | ------------------ | ------- | --------------------------------------------------------------------- | --------- | --------------------------- | ----------------------------- |
|        | Polígon Industrial Can Prat     | Llinars del Vallès | polígon industrial |         | 41° 39′ 42″ N, 2° 26′ 17″ E / 41.66159515295277°N,2.437999248504639°E |           | Polígon Industrial Can Prat | Modifica les dades a Wikidata |
|        | Polígon industrial Collsabadell | Llinars del Vallès | polígon industrial |         | 41° 38′ 53″ N, 2° 25′ 04″ E / 41.647972658556°N,2.41767212437565°E    |           |                             | Modifica les dades a Wikidata |
|        | Polígon industrial Sud          | Llinars del Vallès | polígon industrial |         | 41° 37′ 46″ N, 2° 22′ 37″ E / 41.629420920782°N,2.37702128316797°E    |           |                             | Modifica les dades a Wikidata |

## Misc
| imatge | Nom                                     | Ubicat a | instància de                                      | Detalls | coordenades | Protecció                                            | Commons (més fotos)                       | Dades a WD                    |
| ------ | --------------------------------------- | --- | ------------------------------------------------- | --- | --- | ---------------------------------------------------- | ----------------------------------------- | ----------------------------- |
|        | Can Boatell                             | Llinars del Vallès                                                                                          | nucli de població                                 | | 41° 39′ 03″ N, 2° 23′ 28″ E / 41.650923653435°N,2.3912157795674°E                                                     |                                                      |                                           | Modifica les dades a Wikidata |
|        | Cromlec de Pins Rosers                  | la Roca del Vallès Llinars del Vallès                                                                       | megàlit cromlec                                   | | 41° 37′ 15″ N, 2° 21′ 46″ E / 41.620858°N,2.362747°E                                                                  | bé cultural d'interès local                          | Cromlec de Pins Rosers                    | Modifica les dades a Wikidata |
|        | Edifici La Caixa                        | Llinars del Vallès                                                                                          | edifici administratiu                             | Estil: historicisme arquitectònic | 41° 38′ 20″ N, 2° 24′ 11″ E / 41.638771057128906°N,2.4029288291931152°E ca:Plaça Damià Mateu, 1                       |                                                      |                                           | Modifica les dades a Wikidata |
|        | Estació de Llinars del Vallès           | Llinars del Vallès                                                                                          | estació de ferrocarril                            | | 41° 38′ 17″ N, 2° 24′ 16″ E / 41.63802777777778°N,2.404472222222222°E 183 msnm                                        |                                                      | Llinars del Vallès train station          | Modifica les dades a Wikidata |
|        | Granja de Torrapà                       | Llinars del Vallès                                                                                          | granja                                            | | 41° 38′ 44″ N, 2° 25′ 30″ E / 41.6455412004131°N,2.42492298028361°E                                                   |                                                      |                                           | Modifica les dades a Wikidata |
|        | Mogent                                  | Llinars del Vallès Vilalba Sasserra la Roca del Vallès Vallromanes Montornès del Vallès Vilanova del Vallès | curs d'aigua riu                                  | Desemboca: Besòs Llarg: 31.4km | 41° 38′ 06″ N, 2° 27′ 14″ E / 41.635103°N,2.453769°E 41° 32′ 48″ N, 2° 15′ 05″ E / 41.546602°N,2.251394°E             |                                                      | Mogent                                    | Modifica les dades a Wikidata |
|        | Torrasa del Moro                        | Llinars del Vallès                                                                                          | vèrtex geodèsic                                   | Alt: 1.2m | 41° 37′ 08″ N, 2° 23′ 10″ E / 41.618788°N,2.385975°E 427.481 msnm                                                     |                                                      |                                           | Modifica les dades a Wikidata |
|        | Torrassa del Moro                       | Llinars del Vallès                                                                                          | torre de defensa                                  | | 41° 37′ 08″ N, 2° 23′ 10″ E / 41.6188°N,2.38602°E ca:Massís del Montnegre-Corredor 333 msnm                           | bé d'interès cultural bé cultural d'interès nacional | Torrassa del Moro                         | Modifica les dades a Wikidata |
|        | arboç de Sant Esteve del Coll           | Llinars del Vallès                                                                                          | arbre singular                                    | Taxon: arbocer (Arbutus unedo) Ample: 7.3m Alt: 8.5m Perímetre: 2.4m                                                                                                | 41° 37′ 00″ N, 2° 22′ 34″ E / 41.616631°N,2.376217°E ca:Ermita de Sant Esteve del Coll 294 msnm                       | arbre monumental                                     | Arboç de Sant Esteve del Coll             | Modifica les dades a Wikidata |
|        | capella de la Trinitat                  | Llinars del Vallès                                                                                          | edifici religiós                                  | Estil: historicisme arquitectònic | 41° 38′ 24″ N, 2° 24′ 21″ E / 41.6401252746582°N,2.4057350158691406°E ca:Parc Mas Bagà (Av. Mas Bagà, 24)             |                                                      |                                           | Modifica les dades a Wikidata |
|        | casa consistorial de Llinars del Vallès | Llinars del Vallès                                                                                          | casa consistorial                                 | | 41° 38′ 21″ N, 2° 24′ 16″ E / 41.6392819°N,2.4043381°E                                                                |                                                      | Ajuntament de Llinars del Vallès          | Modifica les dades a Wikidata |
|        | cementiri de Sanata                     | Llinars del Vallès                                                                                          | cementiri                                         | | 41° 39′ 51″ N, 2° 26′ 09″ E / 41.664132°N,2.435945°E 226 msnm                                                         |                                                      | Cementiri de Sanata                       | Modifica les dades a Wikidata |
|        | coll de Can Bordoi                      | Llinars del Vallès                                                                                          | collada                                           | Anomenat per: Can Bordoi | 41° 37′ 27″ N, 2° 24′ 14″ E / 41.62416666666667°N,2.403888888888889°E 318.1 msnm                                      |                                                      |                                           | Modifica les dades a Wikidata |
|        | corral del Viver                        | Llinars del Vallès                                                                                          | cabana                                            | | 41° 37′ 49″ N, 2° 22′ 22″ E / 41.6302708079829°N,2.37264313695752°E                                                   |                                                      |                                           | Modifica les dades a Wikidata |
|        | dolmen de Pedra Arca                    | Vilalba Sasserra Llinars del Vallès                                                                         | dolmen                                            | | 41° 39′ 06″ N, 2° 26′ 06″ E / 41.65169722°N,2.43511111°E 211 msnm                                                     | bé cultural d'interès local                          | Dolmen de Pedra Arca                      | Modifica les dades a Wikidata |
|        | plaça de Caritg                         | Llinars del Vallès                                                                                          | plaça                                             | 19th century Anomenat per: Josep Caritg i Arnó | 41° 38′ 21″ N, 2° 24′ 01″ E / 41.63909°N,2.40028°E 183 msnm                                                           | bé cultural d'interès local                          | Plaça de Santa Maria (Llinars del Vallès) | Modifica les dades a Wikidata |
|        | poblat ibèric del Far                   | Llinars del Vallès                                                                                          | poblat ibèric                                     | | 41° 37′ 40″ N, 2° 24′ 51″ E / 41.62775556°N,2.41404167°E                                                              | bé cultural d'interès local                          | Poblat ibèric del Far                     | Modifica les dades a Wikidata |
|        | pont de Llinars                         | Llinars del Vallès                                                                                          | viaducte d'una línia ferroviària d'alta velocitat | Travessa: Autopista del Mediterrani Mogent Hi passa: LAV Madrid - Saragossa - Barcelona - Frontera Francesa Llarg: 574m Ample: 17m Anomenat per: Llinars del Vallès | 41° 38′ 18″ N, 2° 24′ 35″ E / 41.63842515407751°N,2.4095929600035935°E                                                |                                                      | Viaducto de AVE de Llinars                | Modifica les dades a Wikidata |
|        | pou de glaç de Can Móra                 | Llinars del Vallès                                                                                          | pou de neu                                        | Estil: arquitectura popular 18th century | 41° 38′ 25″ N, 2° 24′ 55″ E / 41.640323°N,2.415161°E ca:Barri de Collsabadell. Camí lateral de la ctra. C-35 188 msnm | bé integrant del patrimoni cultural català           | Pou de glaç de Can Móra                   | Modifica les dades a Wikidata |
|        | rectoria de Llinars del Vallès          | Llinars del Vallès                                                                                          | rectoria                                          | | 41° 38′ 24″ N, 2° 23′ 53″ E / 41.63998°N,2.39807°E                                                                    | bé integrant del patrimoni cultural català           | Rectoria de Llinars del Vallès            | Modifica les dades a Wikidata |